# Otto Seeling
Otto Seeling (* 1. März 1891 in Fürth i. Bayern; † 28. Februar 1955) war ein deutscher Industrieller und Verbandspolitiker.

## Leben
Seeling studierte Rechts- und Sozialwissenschaften in Erlangen und Frankfurt a. M. und wurde 1918 in Frankfurt promoviert. Anschließend arbeitete er als wissenschaftlicher Assistent bei der Handelskammer in Nürnberg. In den folgenden Jahren war er Geschäftsführer mehrerer Industrieverbände und wurde Vorstandsmitglied der süddeutschen Treuhandgesellschaft. 1922 kam er in den Vorstand der Deutschen Tafelglas A.G., wo er 1928 zum Generaldirektor aufstieg.
Seeling war Präsident des Landesausschusses der Bayerischen Industrie sowie Vorsitzender des Vereins der Glasindustrie.
1921 wurde Seeling in die Fürther Freimaurerloge Zur Wahrheit und Freundschaft aufgenommen.

## Schriften
- Die Industrie-Obligationen. Ebering, Berlin 1920 (Betriebs- und finanzwirtschaftliche Forschungen; 1) (Digitalisat).
- Der Rätegedanke und seine Verwirklichung in Sowjet-Rußland. Pyramidenverlag Dr. Schwarz & Co. G.m.b.H., Berlin 1925 (Digitalisat).

## Ehrungen
- Ehrenbürger der Universität München